# Megachile frontalis
Megachile frontalis är en biart som först beskrevs av Fabricius 1804.  Megachile frontalis ingår i släktet tapetserarbin, och familjen buksamlarbin. Inga underarter finns listade i Catalogue of Life.